# Babe – den modiga lilla grisen
Babe – den modiga lilla grisen är en australisk-amerikansk film från 1995.

## Handling
Filmens huvudperson är grisen Babe, som skildes från sin mamma och sina syskon när han var en liten kulting. Historien börjar med att bonden Hoggett vinner grisen Babe i en "gissa vikten på grisen-tävling" och tar hem honom till sin gård. På bonden Hoggetts bondgård bor den kloka vallhunden Fly, den snattrande ankan Ferdinand, den gamla tackan Maa och en trio med sjungande möss. Alla har sina förutbestämda uppgifter fram tills Babe dyker upp och vänder upp och ner på gården.

## Rollista (i urval)
- Christine Cavanaugh – Babe (röst)
- Miriam Margolyes – Vallhunden Fly (röst)
- Danny Mann – Ankan Ferdinand (röst)
- Hugo Weaving – Vallhunden Rex (röst)
- Miriam Flynn – Tackan Maa (röst)
- James Cromwell – bonden Arthur Hoggett
- Ewelyn Krape – Gammeltackan (röst)
- Magda Szubanski – Mrs. Hoggett
- Russi Taylor – Katten Duchess (röst)
- Zoey Burton – Dottern
- Paul Goddard – Svärsonen

### Svenska röster
- Pontus Gustafsson – Babe
- Kajsa Reingardt – Vallhunden Fly
- Andreas Nilsson – Ankan Ferdinand
- Thomas Hellberg – Vallhunden Rex
- Alicia Lundberg – Tackan Maa
- Björn Granath – Bonden Arthur Hoggett
- Karin Miller – Gammeltackan
- Lena-Pia Bernhardsson – Mrs Hoggett
- Ewa Fröling – Katten Duchess
- Linda Krüger – Dottern
- Jan Waldekranz – Svärsonen
- Ulf Eklund – Veterinären
- Jonas Bergström – Domaren

## Om filmen
- Babe – den modiga lilla grisen regisserades av Chris Noonan, som även skrivit filmens manus tillsammans med George Miller.
- Manuset bygger på en roman av Dick King-Smith (1922–2011).
- Filmen fick en uppföljare: Babe – en gris kommer till stan.
- James Cromwell var vegetarian länge i sitt liv. Efter sin medverkan i filmen, så blev han vegan.